# Даріо Осоріо
Дарі́о Естеба́н Осо́ріо Осо́ріо (ісп. Darío Esteban Osorio Osorio; нар. 24 січня 2004, Іхуелас) — чилійський футболіст, півзахисник данського клубу «Мідтьюлланн» і збірної Чилі.

## Клубна кар'єра

### «Універсідад де Чилі»
Почав займатися футболом в юнацьких клубах «Сантьяго Вондерерз» і «Ескуела Мунісіпаль Іхуелас», а 2015 приєднався до академії «Універсідад де Чилі».
2021 року був переведений до першої команди «Універсідад де Чилі», за яку дебютував 15 січня 2022 року в матчі Літнього турніру Аргентини проти «Коло-Коло», відзначившись також забитим голом. 21 лютого 2022 року дебютував у Прімера Дивізіоні проти «Ньюбленсе», замінивши Пабло Арангіса. 27 березня забив свій перший гол за клуб в матчі Прімери Дивізіону проти клубу «Уніон Еспаньйола». Всього у сезоні 2022 року провів за «Універсідад де Чилі» 33 матчі і забив 8 голів.
30 квітня 2023 року забив перший гол в сезоні в матчі Прімери Дивізіону проти клубу «Універсідад Католіка». 16 травня в матчі проти «Кобресаля» за другу жовту картку отримав своє перше вилучення в кар'єрі.

### «Мідтьюлланн»
31 серпня 2023 року перейшов у данський клуб «Мідтьюлланн», уклавши п'ятирічний контракт. 3 вересня дебютував за «Мідтьюлланн», вийшовши на заміну Чо Гю Сону в матчі Суперліги проти «Орхуса». 8 жовтня в матчі Суперліги проти «Раннерса» забив свій перший гол за клуб. 14 квітня 2024 року відзначився м'ячем у воротах «Копенгагена», який був визнаний «голом місяця» в Суперлізі за підсумками квітня 2024 року, а згодом і найкращим голом сезону. В своєму дебютному сезоні за «Мідтьюлланн» забив 8 голів у 24 матчах, допомігши команді виграти Суперлігу. 4 з цих голів забив з-за меж штрафного майданчика і за цим показником став найкращим бомбардиром в Суперлізі. Окрім цього увійшов до символічної команди сезону 2023–24 в данській Суперлізі.
23 липня 2024 року дебютував в єврокубках в матчі кваліфікації Ліги чемпіонів УЄФА проти андоррського «Уніо Еспортива». 31 липня того ж року в матчі-відповіді проти «Уніо Еспортива» забив свій перший гол в єврокубках, принісши перемогу команді (1–0). 
9 березня 2025 року відзначився м'ячем у воротах «Ольборга», який був визнаний голом місяця, а в підсумку і найкращим голом сезону Суперліги.

## Кар'єра в збірній
Виступав за збірні Чилі до 17 і до 20 років. 2023 року в складі збірної Чилі (до 20 років) виступав на молодіжному чемпіонаті Південної Америки 2023, провівши 4 матчі на турнірі, а чилійці не вийшли з групи.
1 вересня дебютував за олімпійську збірну Чилі у товариському матчі проти Перу в рамках підготовки до Панамериканських ігор 2023.
В червні 2022 року вперше викликаний до збірної Чилі головним тренером Едуардо Беріссо для участі в товариських матчах проти збірної Південної Кореї та Кубку Кірін. 10 червня дебютував за збірну Чилі в товариському матчі проти збірної Тунісу, вийшовши на заміну Хоакіну Монтесіносу. 26 березня 2024 року в товариському матчі зі збірною Франції забив свій перший гол за збірну Чилі.
13 червня 2024 року включений в офіційну заявку збірної Чилі для участі в матчах фінальної частини Кубку Америки 2024 в США. На турнірі зіграв у всіх матчах групового етапу проти збірних Перу, Аргентини і Канади, а чилійці не вийшли з групи, посівши 3-тє місце.

## Статистика виступів

### Клубна статистика
Станом на 14 серпня 2025
| Клуб                | Сезон             | Чемпіонат         | Чемпіонат | Чемпіонат | Кубок | Кубок | Континентальні | Континентальні | Інші  | Інші | Всього | Всього |
| Клуб                | Сезон             | Дивізіон          | Матчі     | Голи      | Матчі | Голи  | Матчі          | Голи           | Матчі | Голи | Матчі  | Голи   |
| ------------------- | ----------------- | ----------------- | --------- | --------- | ----- | ----- | -------------- | -------------- | ----- | ---- | ------ | ------ |
| Універсідад де Чилі | 2022              | Прімера Дивізіон  | 27        | 7         | 6     | 1     | —              | —              | —     | —    | 33     | 8      |
| Універсідад де Чилі | 2023              | Прімера Дивізіон  | 17        | 3         | 1     | 0     | —              | —              | —     | —    | 17     | 3      |
| Універсідад де Чилі | Всього            | Всього            | 44        | 10        | 7     | 1     | —              | —              | —     | —    | 51     | 11     |
| Мідтьюлланн         | 2023–24           | Суперліга         | 23        | 8         | 1     | 0     | —              | —              | —     | —    | 24     | 8      |
| Мідтьюлланн         | 2024–25           | Суперліга         | 24        | 3         | 1     | 0     | 14             | 4              | 0     | 0    | 39     | 7      |
| Мідтьюлланн         | 2025–26           | Суперліга         | 4         | 0         | 0     | 0     | 4              | 1              | 0     | 0    | 8      | 1      |
| Мідтьюлланн         | Всього            | Всього            | 51        | 11        | 2     | 0     | 18             | 5              | 0     | 0    | 71     | 16     |
| Всього за кар'єру   | Всього за кар'єру | Всього за кар'єру | 95        | 21        | 9     | 1     | 18             | 5              | 0     | 0    | 122    | 27     |

1. ↑  6 матчів і 1 гол в Лізі чемпіонів УЄФА, 8 матчів та 3 голи у Лізі Європи УЄФА
2. ↑  Матчі в Лізі Європи УЄФА

### Міжнародна статистика
Станом на 10 червня 2025
| Збірна            | Сезон             | Товариські | Товариські | Офіційні | Офіційні | Всього | Всього |
| Збірна            | Сезон             | Ігри       | Голи       | Ігри     | Голи     | Ігри   | Голи   |
| ----------------- | ----------------- | ---------- | ---------- | -------- | -------- | ------ | ------ |
| Чилі              |                   |            |            |          |          |        |        |
| 2022              | 3                 | 0          | 0          | 0        | 3        | 0      |        |
| 2023              | 0                 | 0          | 3          | 0        | 3        | 0      |        |
| 2024              | 2                 | 1          | 7          | 0        | 9        | 1      |        |
| 2025              | 0                 | 0          | 4          | 0        | 4        | 0      |        |
| Всього за кар'єру | Всього за кар'єру | 5          | 1          | 14       | 0        | 19     | 1      |

### Матчі за збірну
Станом на 10 червня 2025
| Матчі Даріо Осоріо за збірну Чилі | Матчі Даріо Осоріо за збірну Чилі | Матчі Даріо Осоріо за збірну Чилі | Матчі Даріо Осоріо за збірну Чилі | Матчі Даріо Осоріо за збірну Чилі | Матчі Даріо Осоріо за збірну Чилі | Матчі Даріо Осоріо за збірну Чилі | Матчі Даріо Осоріо за збірну Чилі |
| №                                 | Дата                              | Суперник                          | Рахунок                           | Голи                              | Картки                            | Хвилини                           | Змагання                          |
| --------------------------------- | --------------------------------- | --------------------------------- | --------------------------------- | --------------------------------- | --------------------------------- | --------------------------------- | --------------------------------- |
| 1                                 | 10 червня 2022                    | Туніс                             | 0–2                               |                                   |                                   | 7'                                | Товариський матч                  |
| 2                                 | 14 червня 2022                    | Гана                              | 1–3 пен.                          |                                   |                                   | 9'                                | Товариський матч                  |
| 3                                 | 16 листопада 2022                 | Польща                            | 0–1                               |                                   |                                   | 14'                               | Товариський матч                  |
| 4                                 | 9 вересня 2023                    | Уругвай                           | 1–3                               |                                   |                                   | 8'                                | Відбіркові матчі ЧС-2026          |
| 5                                 | 17 жовтня 2023                    | Венесуела                         | 0–3                               |                                   |                                   | 59'                               | Відбіркові матчі ЧС-2026          |
| 6                                 | 21 листопада 2023                 | Еквадор                           | 0–1                               |                                   |                                   | 11'                               | Відбіркові матчі ЧС-2026          |
| 7                                 | 22 березня 2024                   | Албанія                           | 3–0                               |                                   |                                   | 87'                               | Товариський матч                  |
| 8                                 | 26 березня 2024                   | Франція                           | 2–3                               | 1                                 |                                   | 90'                               | Товариський матч                  |
| 9                                 | 22 червня 2024                    | Перу                              | 0–0                               |                                   |                                   | 45'                               | Фінальні матчі КА-2024            |
| 10                                | 26 червня 2024                    | Аргентина                         | 0–1                               |                                   |                                   | 90'                               | Фінальні матчі КА-2024            |
| 11                                | 30 червня 2024                    | Канада                            | 0–0                               |                                   |                                   | 30'                               | Фінальні матчі КА-2024            |
| 12                                | 6 вересня 2024                    | Аргентина                         | 0–3                               |                                   |                                   | 90'                               | Відбіркові матчі ЧС-2026          |
| 13                                | 10 вересня 2024                   | Болівія                           | 1–2                               |                                   |                                   | 61'                               | Відбіркові матчі ЧС-2026          |
| 14                                | 11 жовтня 2024                    | Бразилія                          | 1–2                               |                                   |                                   | 90'                               | Відбіркові матчі ЧС-2026          |
| 15                                | 15 жовтня 2024                    | Колумбія                          | 0–4                               |                                   |                                   | 90'                               | Відбіркові матчі ЧС-2026          |
| 16                                | 21 березня 2025                   | Парагвай                          | 0–1                               |                                   |                                   | 7'                                | Відбіркові матчі ЧС-2026          |
| 17                                | 26 березня 2025                   | Еквадор                           | 0–0                               |                                   |                                   | 90'                               | Відбіркові матчі ЧС-2026          |
| 18                                | 6 червня 2025                     | Аргентина                         | 0–1                               |                                   |                                   | 58'                               | Відбіркові матчі ЧС-2026          |
| 19                                | 9 червня 2025                     | Болівія                           | 0–2                               |                                   |                                   | 45'                               | Відбіркові матчі ЧС-2026          |

Всього: 19 матчів / 1 гол; 1 перемога, 3 нічиїх, 15 поразок.

## Досягнення
«Мідтьюлланн»
- Чемпіон Данії: 2023–24[32]

Особисті
- Гол місяця данської Суперліги (2): квітень 2024[33], березень 2025[34]
- Гол сезону данської Суперліги (2): 2023–24[35], 2024–25[36]
- Команда сезону данської Суперліги: 2023–24